# Muret-le-Château
Muret-le-Château település Franciaországban, Aveyron megyében. Lakosainak száma 365 fő (2022. január 1.). Muret-le-Château Mouret, Rodelle, Salles-la-Source és Villecomtal községekkel határos.

## Népesség
A település népességének változása:
| Lakosok száma | 260  | 208  | 263  | 279  | 342  | 344  | 352  | 363  | 362  | 365  |
|               | 1968 | 1982 | 1990 | 2006 | 2013 | 2015 | 2017 | 2019 | 2020 | 2022 |